# Naematelia aurantia
Naematelia aurantia (sinônimo Tremella aurantia) é uma espécie de fungo que produz basidiocarpos (corpos frutíferos) amarelos, frondosos e gelatinosos. É comum nas regiões temperadas do norte e é parasita de outra espécie de fungo (Stereum hirsutum [en]) que cresce em galhos mortos e recém-caídos de árvores latifoliadas. É comumente chamado de orelha-dourada na América do Norte.

## Taxonomia
A Tremella aurantia foi publicada pela primeira vez em 1822 pelo micologista germano-americano Lewis David von Schweinitz, com base em coleções da Carolina do Norte. Em 1921, a espécie foi transferida para o  gênero Naematelia [en] por Edward Angus Burt, mas permaneceu mais conhecida como Tremella aurantia até que a pesquisa molecular, baseada na análise cladística de sequências de DNA, mostrou que Naematelia era um gênero distinto.
O epíteto aurantia significa “dourado”.

## Descrição
Os corpos frutíferos são gelatinosos, amarelos brilhantes, com até 15 cm de diâmetro e lobados a frondosos (como algas marinhas). Microscopicamente, as hifas são fixadas e ocorrem em uma matriz gelatinosa densa. As células haustoriais surgem nas hifas, produzindo filamentos que se prendem e penetram nas hifas não fixadas do hospedeiro. Os basídios são tremelóides (esféricos a elipsóides, com septos oblíquos a verticais), de 13 a 14 por 9 a 13 μm, às vezes com pedúnculo. Os basidiósporos são subglobosos a elipsoides, lisos, de 5,5 a 9,5 por 4,5 a 7,5 μm, e germinam por tubo hifal ou por células de levedura.

## Espécies similares
Naematelia aurantialba [en] é uma espécie muito semelhante cultivada para fins alimentícios e medicinais na China. Ela só foi descrita em 1990 e difere muito em detalhes microscópicos. A Tremella mesenterica é um fungo comum, de clima temperado ao norte, que também tem corpos frutíferos gelatinosos amarelos brilhantes, mas parasita o micélio de espécies de Peniophora, muitas vezes em galhos mortos. Ela também pode ser distinguida por microscopia, com a N. aurantia tendo esporos e basídios menores.
Macroscopicamente, a espécie Dacrymyces chrysospermus [en] é quase idêntica à N. aurantia, mas pertence à classe Dacrymycetes e pode ser distinguida por seu crescimento em coníferas e por seus esporos e basídios de formato diferente.

## Habitat e distribuição
A Naematelia aurantia é um parasita do Stereum hirsutum, que cresce e muitas vezes envolve completamente os basidiocarpos do hospedeiro. Seguindo seu hospedeiro, os corpos frutíferos são normalmente encontrados em galhos mortos, presos ou recentemente caídos de árvores latifoliadas.
A espécie tem distribuição principalmente em regiões temperadas do norte e é conhecida nas Américas do Norte e do Sul, na Europa e no norte da Ásia.